# Geckoartige
Die Geckoartigen (Gekkota) sind ein Taxon der Schuppenkriechtiere (Squamata). Sie vereinigen die Geckos (Gekkonidae), die australischen Flossenfüße (Pygopodidae), fünf weitere Familien, die erst in jüngster Zeit von den Geckos getrennt wurden, und einige fossile Taxa.

## Merkmale

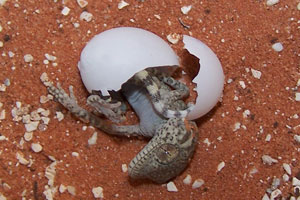
Schlüpfender Gecko der Art Agamura persica, man beachte die verkalkte Eierschale wie sie bei allen Arten der Familie Gekkonidae vorkommt

Die Geckoartigen haben einen von allen anderen Echsen abweichenden Karyotyp und einen besonderen Muskel im Ohrbereich. Die Wirbel der meisten Geckoartigen sind amphicoel, das heißt, sie sind an beiden Enden eingebuchtet. Dies wird als Rückkehr zu einem Primitivzustand gesehen, einige primitive Gattungen und fossile Wirbel von Geckoartigen aus dem Jura haben procoele (vorn konkav, hinten konvex) Wirbel.
Die Stapes haben ein Loch. Meistens fehlt der Jochbogen, das Zungenbein ist flügelförmig. Die Zungen sind fleischig und dick. Die vielen nachtaktiven Arten können sich durch Rufe verständigen. Bei Lidgeckos, Doppelfingergeckos, Carphodactylidae und Flossenfüßen sind die Eierschalen pergamentartig, während sie bei den anderen Familien verkalkt sind. Schlüpfenden Geckoartigen hilft ein paariger Eizahn, die Eihülle zu durchstoßen.

## Stammesgeschichte
Die Echse Ardeosaurus brevipes, deren fossilen Überreste in Sandsteinablagerungen des oberen Jura (Tithonium) in Bayern gefunden wurden, könnte ein früher Vertreter dieses Taxons sein. Die Geckoartigen sind gesichert aus der Oberkreide bekannt (die Zugehörigkeit der deutlich älteren jurassischen Gattung Eichstaettisaurus zu den Gekkota ist umstritten), die Familie der Geckos ist seit dem oberen Eozän fossil überliefert, von den Flossenfüßen fehlt jeder fossile Nachweis.

## Systematik

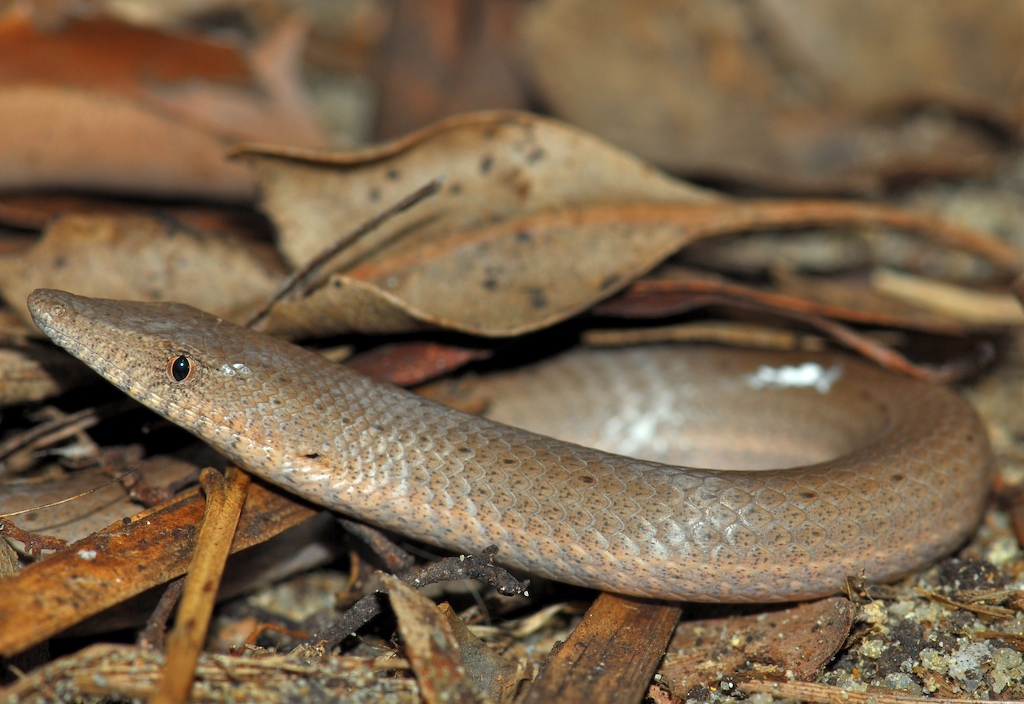
Burtons Spitzkopf-Flossenfuß (Lialis burtonis)

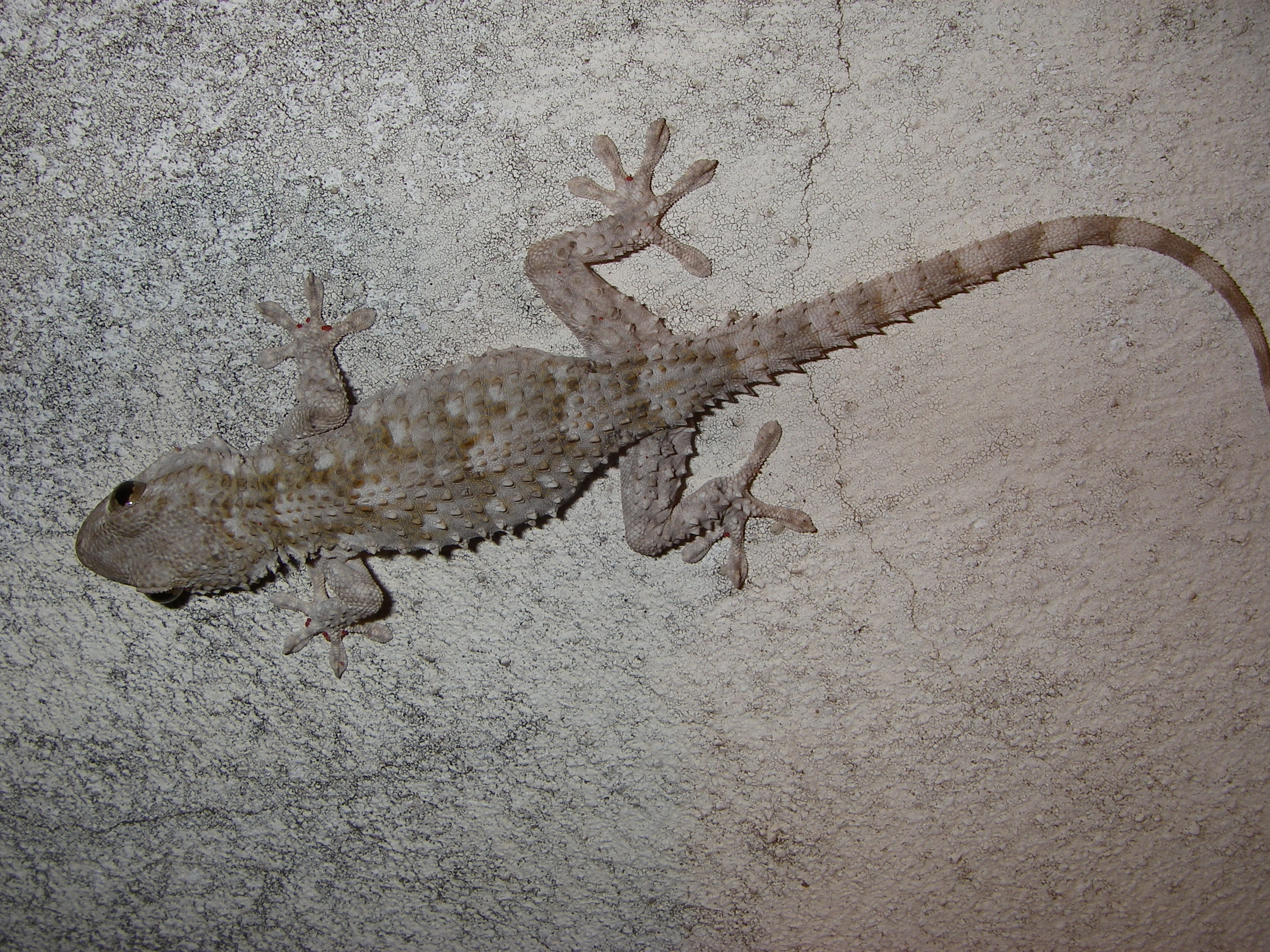
Mauergecko (Tarentola mauritanica)

Heute werden sieben Familien von geckoartigen Echsen unterschieden. Eine basale Dichotomie trennt die australasiatischen Familien Doppelfingergeckos (Diplodactylidae), Flossenfüße (Pygopodidae) und Carphodactylidae von den anderen vier Familien. Es wurden bisher über 1600 Arten aus ca. 120 Gattungen beschrieben.
|  | Doppelfingergeckos (Diplodactylidae) (über 140 Arten)                                                          |
|  | |
|  | \| \| Carphodactylidae (etwa 30 Arten) \| \| \| \| \| \| Flossenfüße (Pygopodidae) (über 40 Arten) \| \| \| \| |
|  | |
|  | Carphodactylidae (etwa 30 Arten)                                                                               |
|  | |
|  | Flossenfüße (Pygopodidae) (über 40 Arten)                                                                      |
|  | |

|  | Carphodactylidae (etwa 30 Arten)          |
|  |                                           |
|  | Flossenfüße (Pygopodidae) (über 40 Arten) |
|  |                                           |

|  | Sphaerodactylidae (über 200 Arten)                                                                                              |
|  | |
|  | \| \| Geckos (Gekkonidae) (über 1000 Arten) \| \| \| \| \| \| Blattfingergeckos (Phyllodactylidae) (über 130 Arten) \| \| \| \| |
|  | |
|  | Geckos (Gekkonidae) (über 1000 Arten)                                                                                           |
|  | |
|  | Blattfingergeckos (Phyllodactylidae) (über 130 Arten)                                                                           |
|  | |

|  | Geckos (Gekkonidae) (über 1000 Arten)                 |
|  |                                                       |
|  | Blattfingergeckos (Phyllodactylidae) (über 130 Arten) |
|  |                                                       |

|  | Sphaerodactylidae (über 200 Arten)                                                                                              |
|  | |
|  | \| \| Geckos (Gekkonidae) (über 1000 Arten) \| \| \| \| \| \| Blattfingergeckos (Phyllodactylidae) (über 130 Arten) \| \| \| \| |
|  | |
|  | Geckos (Gekkonidae) (über 1000 Arten)                                                                                           |
|  | |
|  | Blattfingergeckos (Phyllodactylidae) (über 130 Arten)                                                                           |
|  | |

|  | Geckos (Gekkonidae) (über 1000 Arten)                 |
|  |                                                       |
|  | Blattfingergeckos (Phyllodactylidae) (über 130 Arten) |
|  |                                                       |

|  | Doppelfingergeckos (Diplodactylidae) (über 140 Arten)                                                          |
|  | |
|  | \| \| Carphodactylidae (etwa 30 Arten) \| \| \| \| \| \| Flossenfüße (Pygopodidae) (über 40 Arten) \| \| \| \| |
|  | |
|  | Carphodactylidae (etwa 30 Arten)                                                                               |
|  | |
|  | Flossenfüße (Pygopodidae) (über 40 Arten)                                                                      |
|  | |

|  | Carphodactylidae (etwa 30 Arten)          |
|  |                                           |
|  | Flossenfüße (Pygopodidae) (über 40 Arten) |
|  |                                           |

|  | Sphaerodactylidae (über 200 Arten)                                                                                              |
|  | |
|  | \| \| Geckos (Gekkonidae) (über 1000 Arten) \| \| \| \| \| \| Blattfingergeckos (Phyllodactylidae) (über 130 Arten) \| \| \| \| |
|  | |
|  | Geckos (Gekkonidae) (über 1000 Arten)                                                                                           |
|  | |
|  | Blattfingergeckos (Phyllodactylidae) (über 130 Arten)                                                                           |
|  | |

|  | Geckos (Gekkonidae) (über 1000 Arten)                 |
|  |                                                       |
|  | Blattfingergeckos (Phyllodactylidae) (über 130 Arten) |
|  |                                                       |

|  | Sphaerodactylidae (über 200 Arten)                                                                                              |
|  | |
|  | \| \| Geckos (Gekkonidae) (über 1000 Arten) \| \| \| \| \| \| Blattfingergeckos (Phyllodactylidae) (über 130 Arten) \| \| \| \| |
|  | |
|  | Geckos (Gekkonidae) (über 1000 Arten)                                                                                           |
|  | |
|  | Blattfingergeckos (Phyllodactylidae) (über 130 Arten)                                                                           |
|  | |

|  | Geckos (Gekkonidae) (über 1000 Arten)                 |
|  |                                                       |
|  | Blattfingergeckos (Phyllodactylidae) (über 130 Arten) |
|  |                                                       |

## Einzelbelege
1. ↑  Aaron M. Bauer, Wolfgang Böhme, Wolfgang Weitschat: An Early gecko from Baltic amber and its implications for the evolution of gecko adhesion. In: Journal of Zoology. Bd. 265, Nr. 4, 2005, S. 327–332, doi:10.1017/S0952836904006259.
2. ↑  Tony Gamble, Aaron M. Bauer, Eli Greenbaum, Todd R. Jackman: Out of the blue: a novel, trans-Atlantic clade of geckos (Gekkota, Squamata). In: Zoologica Scripta. Bd. 37, Nr. 4, 2008, S. 355–366, doi:10.1111/j.1463-6409.2008.00330.x.
3. ↑  S. Blair Hedges, Nicolas Vidal: Lizards, snakes and amphisbaenias (Squamata). In: S. Blair Hedges, Sudhir Kumar (Hrsg.): The Timetree of Live. Oxford University Press, Oxford u. a. 2009, ISBN 978-0-19-953503-3, S. 383–389, Digitalisat (PDF; 474,18 kB).